# Tawannanna
Tawannanna ("pravedna") bila je hetitska princeza i kraljica.

## Životopis
Tawannanna je bila kćer kralja PU-Šarrume, koji je imao nekoliko sinova, a jedan od njih je bio Papaḫdilmaḫ. Udala se za čovjeka zvanog Labarna, kojeg je PU-Šarruma proglasio nasljednikom jer mu je bio odan, dok mu je Papaḫdilmaḫ bio neposlušan.
Papaḫdilmaḫ se borio s Labarnom i izgubio je. 
Labarna i Tawannanna imali su nekoliko sinova koji su vladali različitim zemljama.
Labarnu je naslijedio Ḫattušili I., koji je bio Tawannannin nećak.
Ḫattušili je proglasio da nitko ne smije izgovoriti njeno ime ili imena njezine djece jer si je htio osigurati prijestolje.